# الحزب الديمقراطي الكردي في لبنان
الحزب الديمقراطي الكردي في لبنان (بالكردية: Parti a Demoqrat a Kurdi e Lubnan)، هو الفرع اللبناني من حزب قومي كردي يحمل نفس الاسم مقره العراق، أسسه جميل ميهو عام 1960، ومقره في لبنان. ومع ذلك، لم يكن مرخصًا حتى 24 سبتمبر 1970.
دعم ميهو الحكومة العراقية ضد المتمردين الأكراد الذين يقاتلون من أجل استقلال كردستان العراق، وتم القبض عليه وسجنه من قبل المقاومة الكردية في العراق.
وبالتالي انتقلت قيادة الحزب إلى نجله رياض. اختلف نجل آخر، محمد، مع موقف عائلته في العديد من القضايا، وبالتالي في عام 1977 بدأ حركته الخاصة، الحزب الديمقراطي الكردي - القيادة المؤقتة.

## الحزب الديمقراطي الكردستاني- L في الحرب الأهلية اللبنانية 1975-1990
عندما اندلعت حرب المخيمات في بيروت في مايو 1985، انضم الحزب الديمقراطي الكردستاني- L إلى تحالف مليشيات مخيم اللاجئين الفلسطينيين المؤيدة لعرفات والمرابطون ومنظمة العمل الشيوعي في لبنان وحركة السادس من فبراير ضد تحالف قوي جمع الدروز حلفاء الحزب التقدمي الاشتراكي، والحزب الشيوعي اللبناني، والمسلمون الشيعة حلفاء حركة أمل المدعومون من سوريا، والجيش اللبناني، والفصائل الفلسطينية المنشقة المناهضة لعرفات.

## روابط خارجية
- الموقع الرسمي للحزب الديمقراطي الكردستاني - لبنان